# オルタナティブ・ヒップホップ
オルタナティブ・ヒップホップ（Alternative hip hop）とは、ラップのジャンルの1つである。『オルタナティブ・ラップ』と呼ばれることもある。ヒッピー文化やサイケデリック文化、ジャズやロックからの影響もみられる。

## 概要
ヒップホップミュージックの中でも、従来のジャンルとは異なる新しいジャンルを指す用語で、ドクター・ドレーらのギャングスタ・ラップ等とは、音楽性の面で一線を画している。そのため、メジャーシーンで活躍するラッパーと比べ、一風変わった独自の世界観を持った者が多い。シーンで台頭しているポップミュージックの要素などをあまり含まず、あくまで彼らの目標がヒップホップの限界を突破させ、独特な世界観を探求する所にあるからである。代表的なアーティストに、ファーサイド、デラ・ソウル、ジャングル・ブラザーズ、メイン・ソース、ショウ&AG、ロード・フィネス、フージーズなど。ムーブメント当初はヒップホップファンよりも、むしろオルタナティブ・ロックファンからの支持が大きかった。

## 主なアーティスト
- ファーサイド
- ジャングル・ブラザーズ
- デ・ラ・ソウル
- ATCQ
- ブラック・シープ
- メイン・ソース
- ショウ&AG
- ロード・フィネス
- オーガナイズド・コンフュージョン
- アレステッド・ディベロップメント
- スピーチ
- コモン
- ザ・ルーツ
- フージーズ
- DJプレミア
- ディガブル・プラネッツ
- アス・スリー
- ブラック・アイド・ピーズ
- B.o.B
- アッシャー・ロス
- キッド・カディ
- ケイナーン
- ジム・クラス・ヒーローズ
- タリブ・クウェリ
- ビッグ・ショーン
- ジェイペグマフィア
- ルーペ・フィアスコ